# Franz Digruber
Franz Digruber (* 13. November 1940 in St. Sebastian, Steiermark) ist ein ehemaliger österreichischer Skirennläufer. Er wurde zweifacher österreichischer Meister und belegte zwei Podestplätze im Skiweltcup. Seine Schwester Grete Digruber war ebenfalls Skirennläuferin.

## Biografie
Die ersten Podestplätze bei FIS-Rennen gelangen Digruber im Winter 1962/63. Im nächsten Jahr wurde er ins Nationalteam des Österreichischen Skiverbandes aufgenommen und er feierte seinen ersten Sieg im Slalom von Morzine. Bei den Österreichischen Meisterschaften 1964 gewann er den Riesenslalom und die Kombination. Im Winter 1965 folgten zwei weitere Siege im Riesenslalom von Lienz und in der Abfahrt von Haus.
In der Saison 1965/66 gelangen dem Steirer Siege in allen Disziplinen. Er gewann unter anderem den Slalom in Zell am See, den Riesenslalom in Mont Sainte-Anne und die Abfahrt in Hemsedal. Beim Lauberhorn-Slalom in Wengen belegte er den dritten Platz. Im Juli 1966 kam Digruber jedoch beim Riesenslalomtraining im chilenischen Farellones zwei Wochen vor Beginn der Weltmeisterschaften schwer zu Sturz und erlitt dabei einen doppelten Beinbruch. Erst im März 1967 konnte er wieder an Rennen teilnehmen.
Mangels guter Resultate im Winter 1967/68 qualifizierte sich Digruber nicht für die Olympischen Winterspiele in Grenoble. Anfang März gelang ihm dann sein erstes Spitzenergebnis im Weltcup: Hinter dem Franzosen Patrick Russel erreichte er den zweiten Platz im Slalom von Kranjska Gora. In der Weltcupsaison 1968/69 kam der Steirer zweimal unter die besten zehn. Er belegte den siebenten Platz im Slalom von Megève und den dritten Platz im Riesenslalom von Kranjska Gora. Doch im nächsten Winter blieben Spitzenresultate wieder aus, weshalb er auch bei den Weltmeisterschaften in Gröden nicht zum Einsatz kam. Am Ende der Saison 1969/70 beendete Digruber seine Karriere.

## Erfolge

### Weltcup
- Zwei Podestplätze, ein weiteres Mal unter den besten zehn

### Österreichische Meisterschaften
- Österreichischer Meister im Riesenslalom und in der Kombination 1964

### Skibob
1965 gewann er mit Stefan Sodat ein FISB-Rennen.